# Osborne-Fraktionen
Osborne-Fraktionen bezeichnen (nach Thomas Burr Osborne) die Einteilung von Getreideproteinen nach unterschiedlicher Löslichkeit:
- Albumine sind mit Wasser herauslösbar und bleiben auch am isoelektrischen Punkt in Lösung
- Globuline sind mit Kochsalzlösung extrahierbar (bsp. 0,4 mol/l NaCl)
- Prolamine können mit 70%igem Ethanol extrahiert werden
- Gluteline sind nicht extrahierbar. Sie verbleiben im Rückstand (z. B. bei der Kleberauswaschung) und können durch weitere analytische Methoden getrennt werden.[3]

Namen der Osborne-Fraktionen bei verschiedenen Getreidearten:
| Fraktion heißt bei: | Weizen   | Roggen    | Hafer    | Gerste   | Mais   | Reis     | Hirse   |
| ------------------- | -------- | --------- | -------- | -------- | ------ | -------- | ------- |
| Albumine            | Leukosin |           |          |          |        |          |         |
| Globuline           | Edestin  |           |          |          |        |          |         |
| Prolamine           | Gliadin  | Secalin   | Avenin   | Hordein  | Zein   | Oryzin   | Kafirin |
| Gluteline           | Glutenin | Secalinin | Avenalin | Hordenin | Zeanin | Oryzenin |         |